# Sulęczyno
Sulęczyno (kaszub. Sëlëczëno; niem. Sullenschin lub Sullenczin, daw. Suleczyno) – duża kaszubska wieś letniskowa w Polsce położona w województwie pomorskim, w powiecie kartuskim, w gminie Sulęczyno na Pojezierzu Kaszubskim, nad rzeką Słupią, przy trasie drogi wojewódzkiej nr 228.
Miejscowość jest placówką Ochotniczej Straży Pożarnej i siedzibą sołectwa Sulęczyno (w którego skład wchodzą również Bukowa Góra, Kłodno, Ostrów Mausz, Zimna Góra i Nowy Dwór). Miejscowość jest siedzibą gminy Sulęczyno. W latach 1975–1998 miejscowość administracyjnie należała do województwa gdańskiego.

## Części wsi
| SIMC    | Nazwa         | Rodzaj    |
| ------- | ------------- | --------- |
| 0174869 | Sulecki Borek | część wsi |
| 0174875 | Zagóry        | część wsi |

## Turystyka

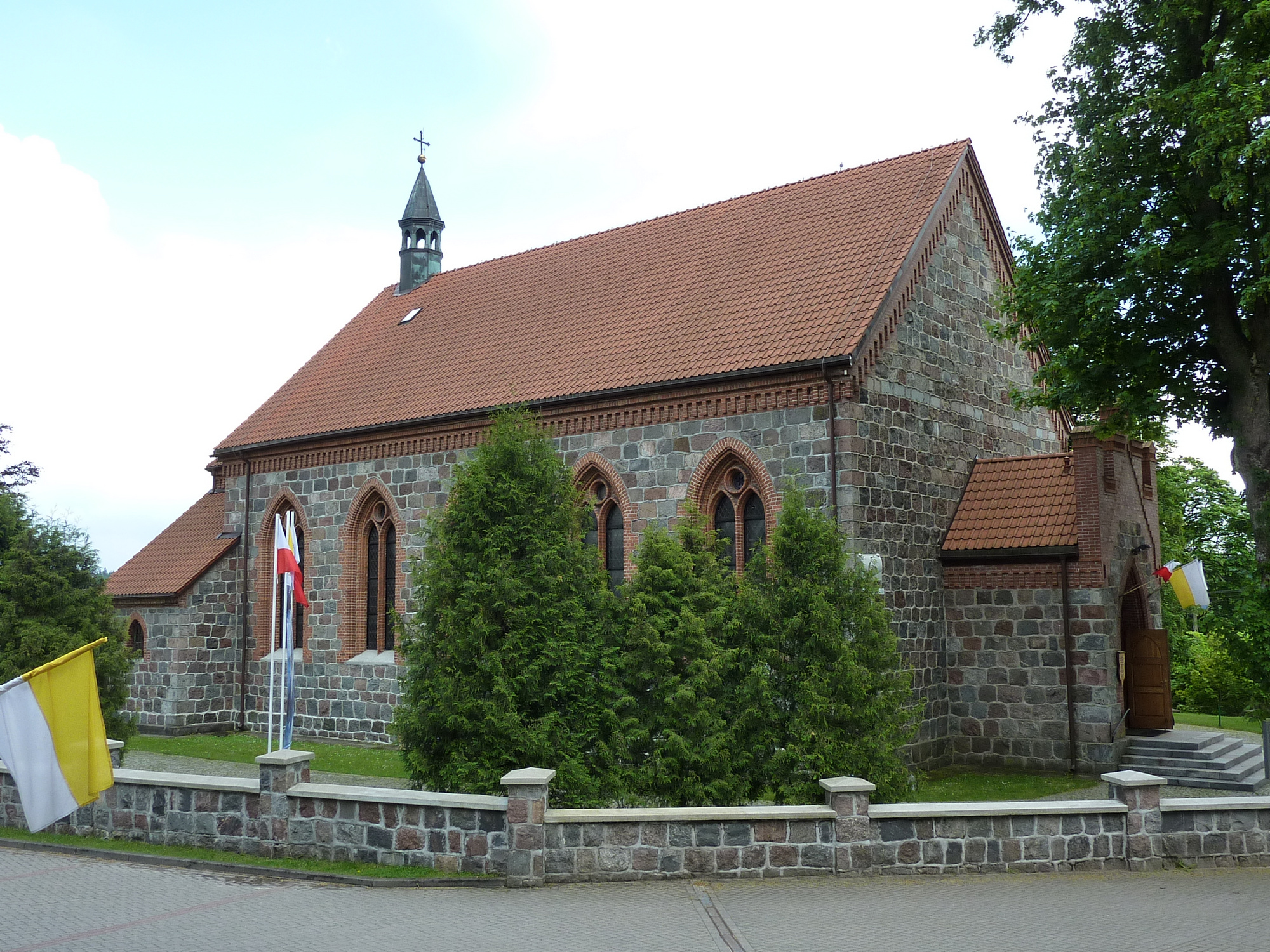
Kościół parafialny pw. Świętej Trójcy w Sulęczynie

W pobliżu Sulęczyna znajdują się jeziora Mausz, Węgorzyno i Gowidlińskie. Wieś jest punktem etapowym spływów kajakowych i ma rozwiniętą infrastrukturę turystyczną (pensjonaty, ośrodki wypoczynkowe i agroturystyka).

## Historia
Pierwsze wzmianki o Sulęczynie pochodzą z roku 1224. Miejscowość należała początkowo do kasztelanii w Chmielnie. W 1365 roku wieś stała się własnością Piotra z Rusocina, a następnie trafiła do rodziny Bellowów, której członkowie używali również nazwiska Sulęccy. Od roku 1466 podlegała administracyjnie pod powiat mirachowski. W 1585 Sulęczyno kupił prawnik i sekretarz króla Stefana Batorego Reinhold Heidenstein. Wieś szlachecka położona była w II połowie XVI wieku w powiecie mirachowskim województwa pomorskiego. Do 1751 wieś znajdowała się w posiadaniu rodziny Heidensteinów. W 1766 Sulęczyno nabyła rodzina Łaszewskich, która była właścicielem sąsiednich Sierakowic i Puzdrowa. W Słowniku Geograficznym Królestwa Polskiego z 1885 znalazła się informacja, że w Sulęczynie zamieszkuje 536 osób, w większości katolików, funkcjonuje kościół katolicki, zbór ewangelicki i dwie karczmy. Przed 1920 miejscowość nosiła nazwę niemiecką Sullenschin.
Pod koniec XIX w. w miejscowości wybudowano kościół ewangelicki, który w latach 70. XX wieku został całkowicie rozebrany. Pozostała tylko plebania ewangelicka przy ulicy Kaszubskiej, w której ulokowano przedszkole należące do gminy Sulęczyno.
W 1887 roku urodził się ksiądz Paweł Schütz. Syn nauczyciela Wojciecha Schütz i Anny z domu Jereczek. Proboszcz parafii św. Antoniego w Gdańsku-Brzeźnie, proboszcz parafii NMP Gwiazdy Morza w Sopocie.
W 1938 roku urodził się tam prof. Antoni Jutrzenka-Trzebiatowski.
Od 1996 roku w Sulęczynie odbywa się doroczny lipcowy festiwal plenerowy Jazz w Lesie.

## Zabytki
Według rejestru zabytków NID na listę zabytków wpisany jest kościół parafialny pw. Świętej Trójcy z lat 1872-74 oraz cmentarz kościelny, nr rej.: A-1258 z 14.10.2005.
Neogotycki kościół został wzniesiony w 1874 roku na miejscu drewnianej świątyni z XVII wieku, która spłonęła 4 września 1872.
Ponadto w Sulęczynie znajduje się zespół pałacowo-dworski z XVIII wieku, dawna rezydencja Heidensteinów i Łaszewskich. Centralną część wzniesiono w roku 1704, w XIX wieku dobudowano skrzydła boczne. Od początku XX wieku mieścił siedzibę nadleśnictwa. Od 1982 roku pełnił funkcję ośrodka wypoczynkowo-szkoleniowego. Obiekt ten jest miejscem organizacij festiwalu muzycznego Jazz w Lesie.
Na stoku doliny znajduje się porośnięty młodym lasem świerkowym cmentarz ewangelicki z 1867 r. Zachowane stele, krzyże żeliwne i kute ogrodzenia. Uszkodzenia grobów powstały na skutek wiatrołomów.

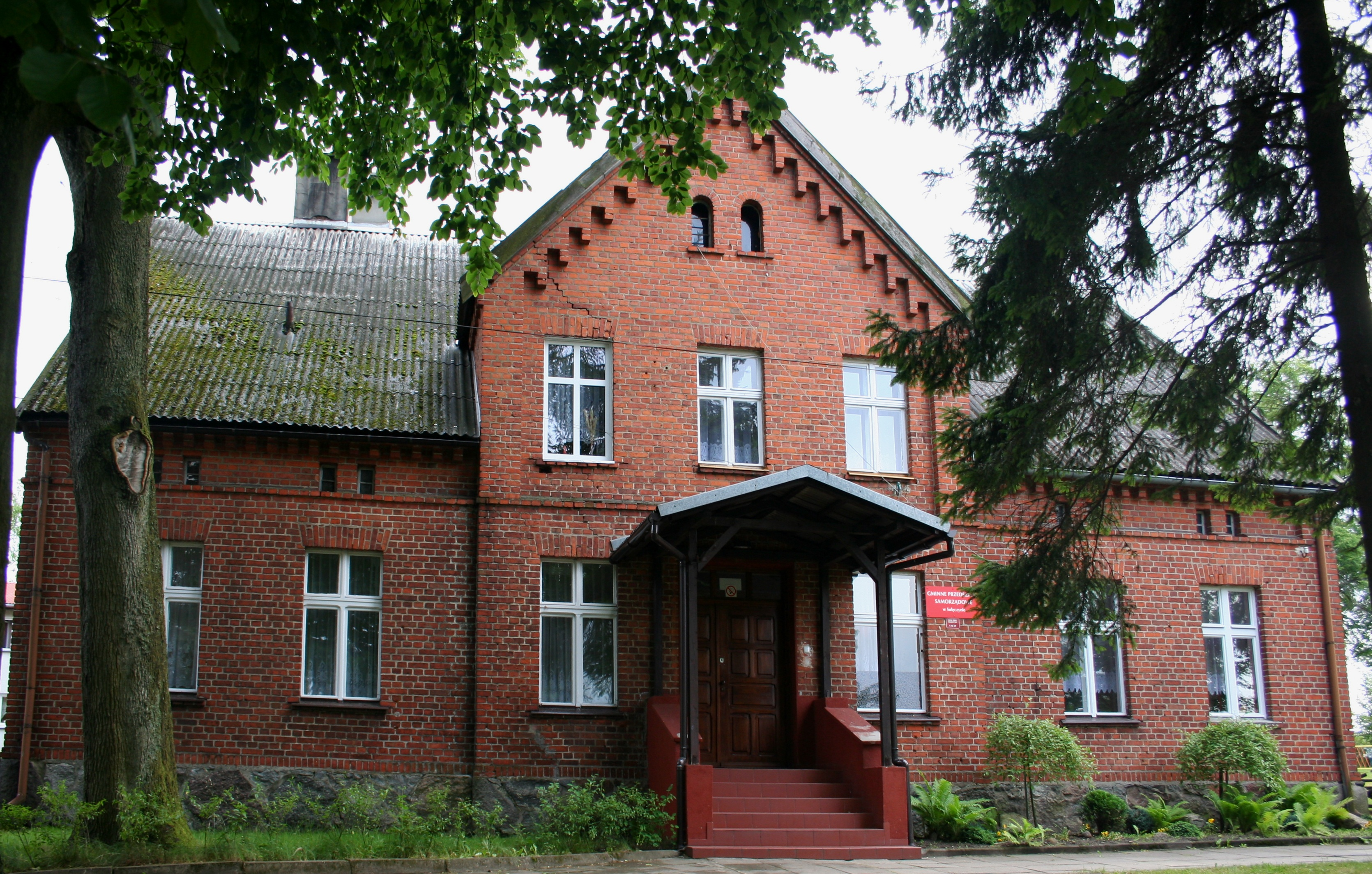
Pastorówka w Sulęczynie (obecnie przedszkole) stojąca obok miejsca po zburzonym kościele ewangelickim